# Kaliska (Skarżyce)
Kaliska (401,5m) – wzniesienie w Skarżycach w województwie śląskim. Jest bezleśne i znajduje się wśród pól uprawnych, po północnej stronie zabudowanego obszaru Skarżyc. Na północno-wschodnich zboczach znajdują się wapienne skały o nazwie Grań Basztek, w odległości około 360 m na południe od szczytu Kaliskiej znajduje się drugie wzniesienie z wapiennymi skałkami – Wzgórze pod Skałką. Pod względem geograficznym jest to obszar Wyżyny Częstochowskiej.